# Elko (Minnesota)
Elko é uma cidade localizada no estado americano de Minnesota, no Condado de Scott.

## Demografia
Segundo o censo americano de 2000, a sua população era de 472 habitantes.
Em 2006, foi estimada uma população de 554, um aumento de 82 (17.4%).

## Geografia
De acordo com o United States Census Bureau tem uma área de
3,5 km², dos quais 3,5 km² cobertos por terra e 0,0 km² cobertos por água.

## Localidades na vizinhança
O diagrama seguinte representa as localidades num raio de 20 km ao redor de Elko.